# Musée des Arts et Industries populaires
Le Musée des Arts et Industries populaires de Pátzcuaro, dans l'État de Michoacán est un espace qui se charge d'optimiser l'identité et la vie sociale de ses habitants, à travers son immeuble et l'appropriation de son artisanat.

## Contexte
Fondé par le juriste Vasco de Quiroga, l'actuel musée, a servi depuis 1540 comme Collège de San Nicolás Obispo pendant la vice-royauté, avant que le Collège se déplace 1580 à Valladolid (maintenant Morelia). Il transmettait l'enseignement primaire aux enfants et préparait les prêtres de l'époque,.

## Histoire
Tout au long de son histoire, il a eu plusieurs usages, tels que caserne militaire, prison, bureau agraire, jusqu'à ce qu'il devienne ce qu'il est aujourd'hui.
En 1938, le président de l'époque, Lázaro Cárdenas, utilisa l'espace comme musée et en 1942,, il fut intégré au réseau des musées de l'Institut National d'Anthropologie et d'Histoire,.
En 2010, le musée a rouvert ses portes après avoir réalisé des travaux de réaménagement et de rénovation, qui consistaient à transformer les espaces intérieurs et extérieurs. L'entretien du bâtiment a été assuré et un nouvel environnement a été créé, dans lequel le public est invité à découvrir le mode de vie et l'organisation des peuples autochtones, par son contenu ethnologique.

## Collections
Le thème du musée représente le travail et le commerce de près de 50 peuples indigènes purépecha, qui sont divisés en quatre zones : la Sierra, la Laguna, la Cienega et la Cañada de los Once Pueblos,.
Les principales activités qui apparaissent dans les 12 salles que le musée présente sont des activités telles que la chasse, la cueillette, la pêche, l'agriculture, le travail du cuivre, la maque d'Uruapan, le façonnage de l'or de Pátzcuaro, les artisanats vestimentaires tels que le métier à tisser à bande dorsale ou à pédale et la broderie et la lutherie, entre autres,.

## Lieu
Il est situé au centre de la ville de Pátzcuaro dans la rue Enseñanza y Alcantarilla, près de la Plaza Vasco de Quiroga.